# بریانسکی ریبزاود
بریانسکی ریبزاود (به لاتین: Bryansky Rybzavod) یک منطقهٔ مسکونی در روسیه است که در شهرستان کیزلیارسکی واقع شده‌است.